# Adnane Mokrani
Adnane Mokrani, né le 19 octobre 1966 à Tunis (Tunisie), est un théologien musulman tuniso-italien et un professeur à l'université pontificale grégorienne de Rome.

## Biographie
Né en Tunisie d'une famille d'origine algérienne, Adnane Mokrani commence ses études universitaires à l'université de Constantine, où il obtient une licence en sciences islamiques (1989), puis il étudie à l'université Zitouna de Tunis. En 2005, il obtient un doctorat de l'Institut pontifical d'études arabes et d'islamologie à Rome, la même année, il devient le premier professeur musulman dans une université pontificale.
Entre 2006 et 2008, il est membre du Conseil scientifique pour la promotion de la « Charte des valeurs de la citoyenneté et de l'intégration » au ministère italien de l'Intérieur.
À partir de 2020, il rejoint la bibliothèque et centre de recherche Giorgio-La Pira sur l'histoire et les doctrines de l'islam de Palerme en tant qu'enseignant-chercheur.

## Publications
- (ar) Adnane Mokrani, Ta'ammulat maryamiyya, Tripoli, Center of Christian-Islamic Studies (Université de Balamand), 2001, 103 p. (ISBN 978-9953900735).
- (ar) Adnane Mokrani, Naqd al-ady ân ‘inda Ibn Hazm al-Andalusî 994-1063, Herndon, International Institute of Islamic Thought (en), 2008, 388 p. (ISBN 978-1565643130, lire en ligne).
- (ar) Adnane Mokrani, Nazarât al-masîhiyyîn al-lubnâniyyîn lil-‘alâqât al-islâmiyya al-masîhiyya, Beyrout, Centre de documentation et de recherches arabes chrétiennes, 2009, 768 p. (ISBN 978-9953471624).
- (en) Adnane Mokrani, Lebanese christians' points of views on Muslim-Christian relations, Beyrouth, Centre de documentation et de recherches arabes chrétiennes, 2010, 767 p. (ISBN 978-9953471624).
- (it) Adnane Mokrani, Leggere il Corano a Roma, Rome, Icone, 2010, 192 p. (ISBN 978-8887494518).
- (it) Adnane Mokrani et Brunetto Salvarani (it), Dell'umana fratellanza e altri dubbi, Milan, Edizioni Terra Santa, 2020, 176 p. (ISBN 978-8862408721).